# Omphalotropis semicostata
Omphalotropis semicostata é uma espécie de gastrópode  da família Assimineidae.
É endémica de Guam.